# Nelson (Nieuw-Zeeland)
Nelson is een stad op het Zuidereiland van Nieuw-Zeeland en heeft ongeveer 57.700 inwoners. Het ligt in de regio Nelson, die een gebied aan de kust beslaat en staat te boek voor het grootste aantal zonuren per jaar (2400) in Nieuw-Zeeland.
In 1858 was Nelson de tweede stad van Nieuw-Zeeland. De stad is genoemd naar de Britse Admiraal Nelson. De oorspronkelijk bewoners van Nieuw-Zeeland, de Maori's, hebben nog steeds rechten in deze stad. De Maoristam met deze rechten is de Whakatu stam.

## Geboren
- Bill Baillie (1934-2018), atleet
- Denny Hulme (1936-1992), autocoureur en Formule 1 kampioen
- George Bennett (1990), wielrenner
- Niamh Fisher-Black (2000), wielrenster
- Finn Fisher-Black (2001), wielrenner